# José María Guido
José María Guido (Buenos Aires, 29 agosto 1910 – Buenos Aires, 13 giugno 1975) è stato un politico argentino, presidente dell'Argentina dal 29 marzo 1962 al 12 ottobre 1963.